# Lagune Vitel
Pour les articles homonymes, voir Vitel.
La lagune Vitel est un lac peu profond situé en Argentine, dans le partido de Chascomús de la province de Buenos Aires.

## Géographie
La lagune est située à quelque 120 km au sud de la ville de Buenos Aires, et se trouve à 5,5 km au nord-ouest de la ville de Chascomús, à moins de 3 km au nord-ouest de la lagune de Chascomús.
La lagune Vitel fait partie du système lagunaire appelé lagunes Encadenadas. Elle est le premier maillon d'une chaîne de six lagunes interconnectées tributaires du río Salado de Buenos Aires en rive gauche, et comprenant d'amont en aval les lagunes Vitel, Chascomús, Chis Chis, Manantiales (ou Adela), La Tablilla et Las Barrancas. 

Elle est alimentée par quelques petits arroyos mineurs, tel l'arroyo Portela. 
 
Son émissaire, l'arroyo Vitel, déverse ses eaux excédentaires dans la lagune de Chascomús.

## La flore
La lagune possède une importante végétation aquatique composée de joncs (Scirpus californicus), de totora (Typha dominguensis) et de duraznillar (Solanum spp et notamment Solanum glaucophyllum). 

La végétation submergée occupe une plus grande superficie que celle qui émerge, avec une prédominance de ce qu'on appelle cola de zorro (cornifle immergé ou Ceratophyllum demersum).

## La faune
Cette abondante végétation favorise la présence d'un grand nombre d'oiseaux qui s'y réfugient ou y nidifient.

Parmi les oiseaux herbivores, ce sont les foulques (Fulica spp) et les mouettes de Patagonie (Larus maculipennis ou Chroicocephalus maculipennis) qui prédominent. On trouve aussi de nombreux cygnes à cou noir (Cygnus melancoryphus). En hiver arrivent des nuées d'oiseaux ichtyophages comme les hérons et aigrettes (garzas) et les cormorans vigua - appelés localement biguas - (Phalacrocorax brasilianus).
L'ictyofaune se compose avant tout de la tararira (Hoplias malabaricus), et de  17 autres espèces. La carpe exotique (Cyprinus carpio) est très présente.
La pêche sportive se pratique dans la lagune.

## Galerie

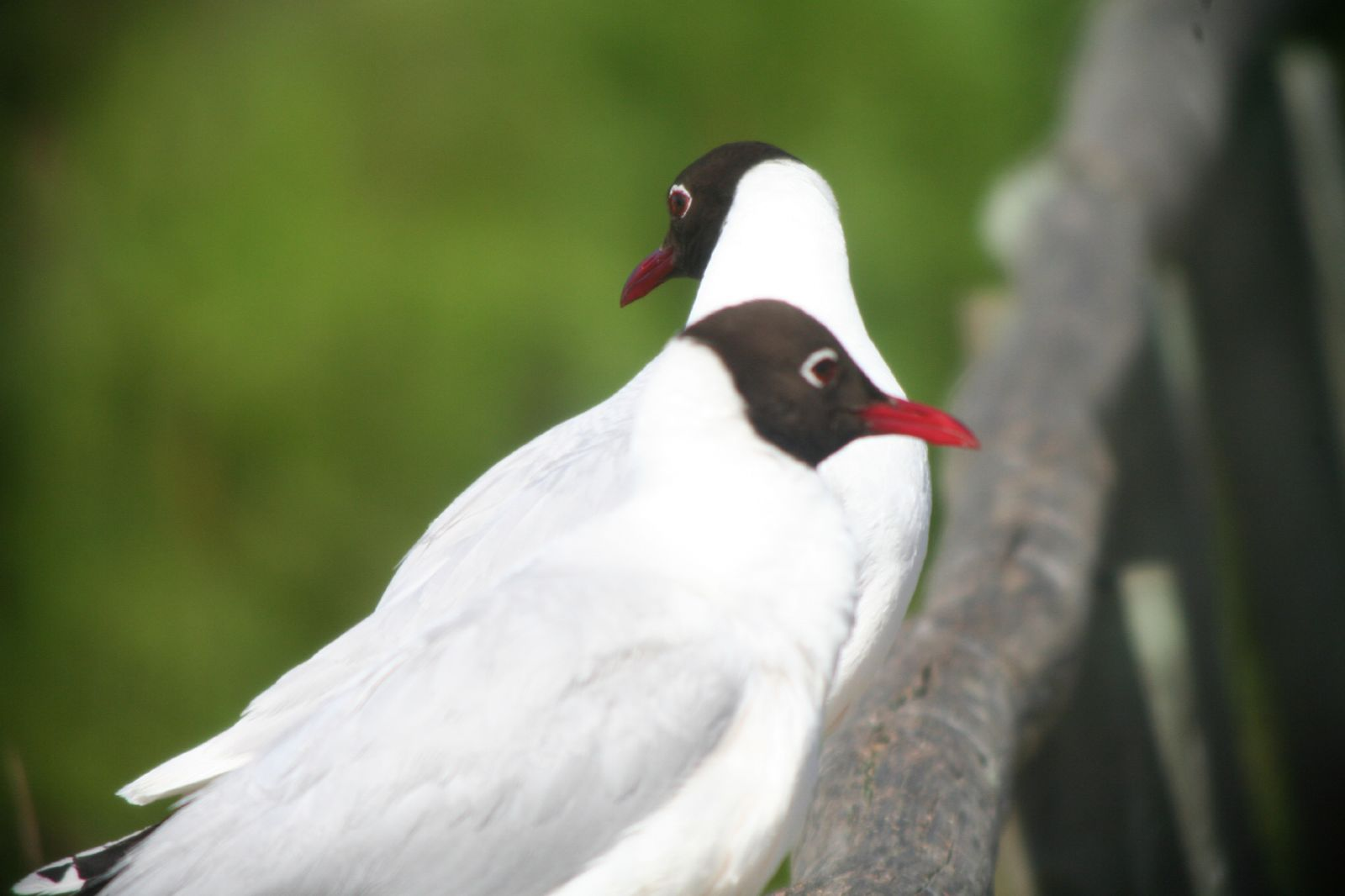
Mouette de Patagonie (Chroicocephalus maculipennis).
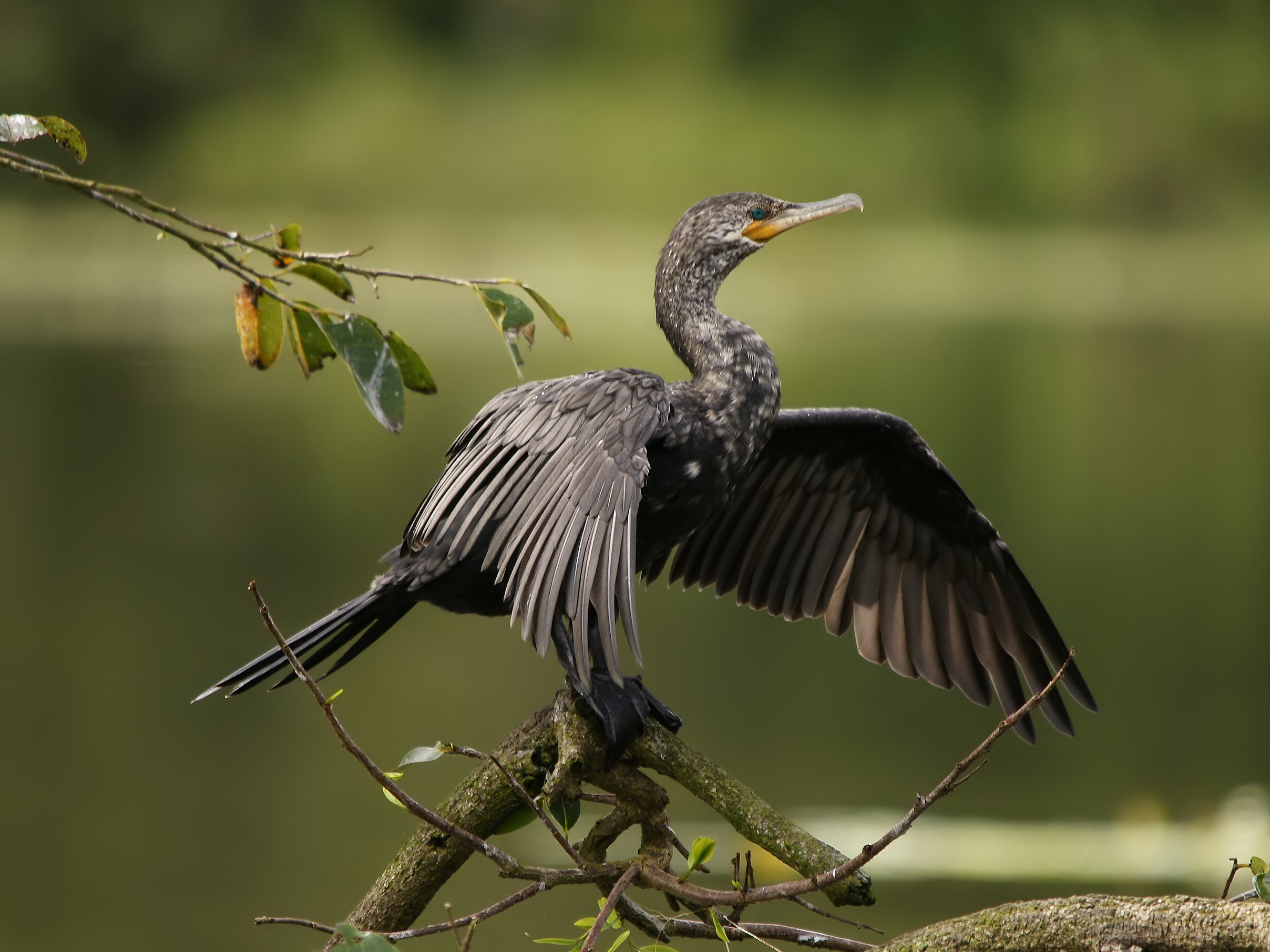
Cormoran vigua (Phalacrocorax brasilianus).
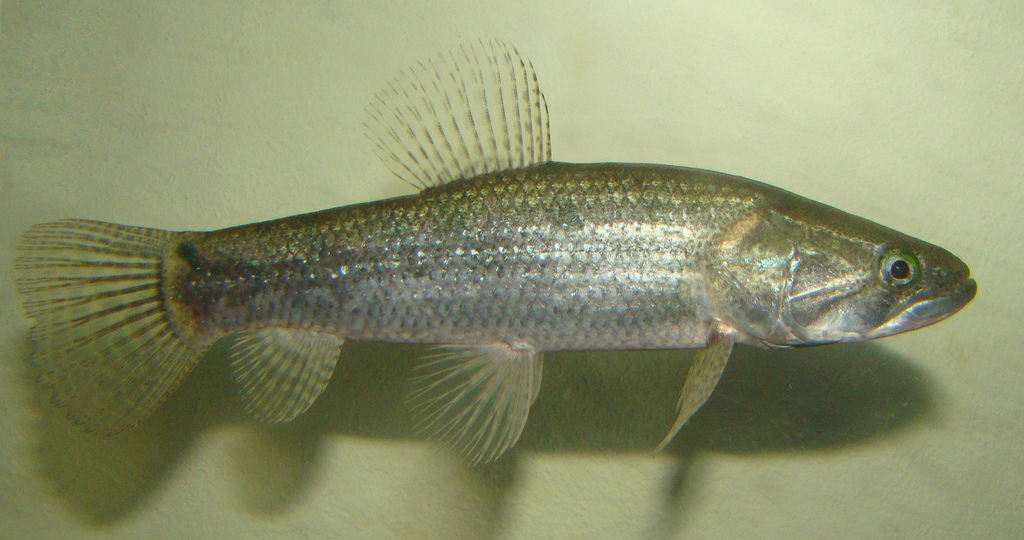
Tararira (Hoplias malabaricus).